# توم ماكدونالد (مزارع الكروم)
توم ماكدونالد (بالإنجليزية: Tom McDonald)‏ هو مزارع الكروم نيوزيلندي، ولد في 12 سبتمبر 1907، وتوفي في 26 مارس 1987.